# 永井一正
永井 一正（ながい かずまさ、1929年4月20日 - ）は、日本のグラフィックデザイナー。大阪府大阪市出身。日本グラフィックデザイナー協会（JAGDA）二代目会長。息子はHAKUHODO DESIGN（博報堂デザイン）代表取締役社長の永井一史。
現在日本デザインセンター最高顧問、日本グラフィックデザイナー協会特別顧問、日本デザインコミッティ名誉会員。

## 略歴
- 1929年 大阪府大阪市に生まれる。両親は姫路市出身[1]で、1945年3月の大阪大空襲で実家を戦火で焼失後、戦後の姫路で10代の青年期を過ごす[2]。
- 1951年 東京藝術大学彫刻科中退[3]。大和紡績に入社、宣伝を担当しグラフィックデザイナーとして仕事をする。
- 1953年 日本宣伝美術会（日宣美）会員
- 1960年 日本デザインセンター創立に亀倉雄策等とともに参加する
- 1960年 亀倉雄策・河野鷹思・田中一光・杉浦康平・稲垣行一郎と共に1964年東京五輪エンブレムの指名コンペ対象6人に選ばれるも、落選[4][5][6]
- 1962年 東京ADCで銀賞・銅賞受賞
- 1962年 日本宣伝美術会展にて永井ほか2名が、円の大きさが縦の2/3の「日の丸」を共同提案（1964年東京五輪では不採用も1998年長野五輪では使用された）[7][8][9]
- 1966年 第1回ワルシャワ国際ポスタービエンナーレ金賞
- 1966年 札幌冬季五輪のシンボルマーク（エンブレム）に8名の中から永井案が採用される[10]
- 1968年 第6回東京国際版画ビエンナーレ東京国立近代美術館賞
- 1975年 日本デザインセンターの代表取締役社長に就任する（1986年まで）[11]。
- 1988年 永井一正の世界展（姫路市立美術館）
- 1989年 紫綬褒章受章
- 1994年 日本グラフィックデザイナー協会（JAGDA）二代目会長に就任
- 2015年 2020年東京五輪エンブレムデザイン審査委員代表として佐野研二郎の作品を選出[12][13][14]

近年例年、亀倉雄策賞の最終選考委員会の選考委員も務めている。

## 作品・業績
- つくばエクスプレス（首都圏新都市鉄道）シンボルマーク[17]
- 三菱UFJフィナンシャル・グループシンボルマーク（2004年、商標登録出願）[18]
- 東京電力旧シンボルマーク
- 富山県美術館ロゴマーク（2016年）[19]
- 放送大学シンボルマーク[20]
- 一連のSaveポスター（1998年）
- Save Natureポスター（1995年）
- 一連のLifeポスター（1995年）
- 河北新報社シンボルマーク（1993年）
- ニコニコのりシンボルマーク（1986年）
- 茨城県旗・県章（1991年）[17]
- 新潟県シンボルマーク（1992年）[17]
- 神姫バス 貸切バスデザイン（1990年）
- 世界デザイン博覧会シンボルマーク（1987年）
- JRグループ共通シンボルマーク（1986年、監修）[21]
- 南日本放送シンボルマーク（1983年）
- 阪神タイガースユニフォームの袖、パンツのライン（『輝流ライン』ギザギザ模様）（ホーム用1976年～1978年、ビジター用1975年〜1978年）[22]
- フジネットワークシンボルマーク（1973年）
- 沖縄国際海洋博覧会シンボルマーク（1972年）[22]
- 日清食品シンボルマーク（1971年）
- アサヒビールシンボルマーク(1986年)[18]
- SDポスター（1968年）
- 農業協同組合（JA)シンボルマーク（1991年）[17]
- 札幌冬季オリンピックシンボルマーク（オリンピックエンブレム）[23]（1966年）[22]
- アサヒビール『アサヒスタイニー』ポスター（1965年）
- スルガ銀行行章（1965年）[24][17]

など多数。
- つくばエクスプレスのシンボルマーク
- 三菱UFJフィナンシャル・グループ（MUFJ）マーク
- 東京電力旧シンボルマーク
- 放送大学シンボルマーク
- アサヒビールシンボルマーク
- JAグループシンボルマーク
- 茨城県章
- 新潟県シンボルマーク
- 神姫バスのカラーリング
- JRグループ共通ロゴマーク
- 南日本放送ロゴマーク
- 沖縄国際海洋博覧会シンボルマーク
- 札幌五輪シンボルマーク
- 日清食品の旧マークがあるカップヌードルの自動販売機

## 主な受賞・受章
- 第一回モスクワ国際ポスタートリエンナーレグランプリ（1992年）
- 紫綬褒章（1989年）
- 芸術選奨文部大臣賞（1988年）
- 第11回ブルノ国際グラフィックビエンナーレグランプリ（1985年）
- 第2回亀倉雄策賞[25] （1966年）
- 勝見勝賞（1966年）
- 日宣美会員賞（1966年）
- 朝日広告賞（1966年）
- 毎日産業デザイン賞（1966年）
- ワルシャワ国際ポスタービエンナーレ（金賞・銀賞・名誉賞1966年）
- 勲四等旭日小綬章（1999年）[26]
- ADCグランプリ
- 毎日芸術賞

他

## 著作
- 『つくることば　いきることば』（2012年六耀社）
- 『生命のうた』（2007年六耀社）
- 『永井一正』（2004年トランスアート）
- 『永井一正のポスター』（1995年河出書房新社）
- 『永井一正デザインライフ』（1994年六耀社）
- 『永井一正の世界』（1985年講談社）
- 『アートディレクション』（1968年美術出版社）

他

## 主な作品収蔵先
- 東京国立近代美術館
- 京都国立近代美術館
- 富山県美術館
- 姫路市立美術館
- 新潟県立万代島美術館
- ニューヨーク近代美術館
- ドイツ国立抽象美術館

## 関連人物
- 永井一史
- 早川良雄
- 今竹七郎
- 原弘
- 福田繁雄
- 横尾忠則
- 亀倉雄策
- 田中一光
- 樋口廣太郎
- 原研哉